# Omvändelseterapi
Omvändelseterapi eller omvändelseförsök är en pseudovetenskaplig form av terapi som syftar till att ändra en persons sexuella läggning eller könsidentitet, från homosexuell till heterosexuell eller från transperson till cisperson. I korthet kan omvändelseterapin definieras som "cisgender heteronormativ indoktrinering". Ex-gayrörelsen har starka kopplingar till omvändelseterapin.
Terapimetoderna varierar mellan regioner och genom tiderna. Sigmund Freud var bland de första som argumenterade för att homosexualitet är en psykisk sjukdom som kan botas med hjälp av terapi och läkemedel. Senare tog han en motsatt ställning och började tala emot omvändelseterapin. I terapin försökte psykiatriker börja associera det homosexuella beteende med smärta genom chockterapi och hypnos. Dessutom kan läkare skriva recept för antidepressiv medicin. Fysiskt våld i form av smisk används också. Till mer extrema metoder hör bl.a. "korrektiv våldtäkt". De som har gått till omvändelseterapin, tillsammans med människorättsorganisationer, har beskrivit den som "tortyr".
År 2013 avslutade föreningen Exodus international, som sysslade med omvändelseterapi, sin verksamhet och ledaren Alan Chambers bad om ursäkt till alla som hade deltagit i föreningens omvändelsekurser. Enligt Chamber hade han varit en del av ett "okunnighetssystem". I USA finns det uppskattningsvis 400 000 personer som har gått till omvändelseterapin, varav hälften var under 18 år. Terapin kan kosta 21 000 dollar per år.

## Laglighet
- Nya Zeeland – fattade beslut att förbjuda omvändelseterapin och göra den straffbar i juli 2021.[8]
- Tyskland – förbjudet för minderåriga sedan maj 2020.[9]
- Malaysia – laglig och statsstöd: år 2017 ställde regeringen sig bakom omvändelseterapi.[10]
- Taiwan – förbjudet sedan mars 2017. Läkare och psykologer som deltar i omvändelseterapi kan straffas med max. 500 000 NT$ i böter.[11]
- USA – förbjudet i 20 delstater, i 5 delstater och Puerto Rico finns det lokala förbud på countynivån.[12]
- Malta – förbjudet sedan december 2016, första landet i Europa.[13]
- Brasilien – Sedan 1999 har landets psykologförbund förbjudit sina medlemmar att ta del i omvändelseterapin. År 2017 tog en domare ställning emot psykologförbundet, vilket ledde till protester.[14]
- Kina – Fall till fall-förbud: många HBTQ-människor har tvingats till omvändelseterapin som erbjuds av icke-medicinska instituter.[15] Ett offentligt sjukhus dömdes år 2017 av en kinesisk domstol i Henan till att betala ersättning till en man som tvingades till omvändelseterapin och att publicera en offentlig ursäkt.[16]
- Spanien – Förbud i fem autonoma regioner: Madrid (sedan 2016), Murcia (2016), Andalusien (2017), Valencia (2018) och Aragon (2018).[17] År 2019 tog landets hälsovårdsminister ställning emot omvändelseterapin.[18]
- Kanada – Beslut om förbud 8 december 2021, förbjudet sedan 7 januari 2022.[19]

Den 19 juli 2021 började man samla in namn till medborgarinitiativet "Ehjänä syntynyt" i Finland. Initiativet krävde att omvändelseterapin ska förbjudas i landet.. De tillräckliga 50 000 underteckningar nåddes 23 augusti 2021. Initiativet misslyckades när social- och hälsovårdsutskottet avslutade behandlingen av initiativet. I april 2023 börjades det samla in namn till ett nytt medborgarinitiativ "Rikkomaton - kielletään eheytyshoidot" (på svenska: Okrossbar - förbjud omvändelseterapi). Initiativet nådde 50 000 underteckningar i juni 2023. 
Den 24 januari 2024 registrerade EU-komissionen ett europeiskt medborgarinitiativ "Förbjud omvändelseterapi i Europeiska unionen". Initiativets syfte är att inrätta ett rättsligt bindande förbud mot omvändelseterapi för HBTQ+-personer i EU.
I den svenska lagstiftningen finns det förbud mot hot, våld och tvång. Inom allmän hälso- och sjukvärd är det förbjudet att utföra behandling som inte utgår från vetenskap eller bedrövad erfarenhet. Trots det sker omvändelseterapi i Sverige.

### Religiösa organisationer
År 2017 tog Engelska kyrkan ställning emot omvändelseterapin och krävde att Storbritanniens regering förbjuder den. Ärkebiskop av York, John Sentamu, sade att omvändelseterapin är "teologiskt ologisk" och att terapin borde förbjudas so snabbt som möjligt..
Mormoner kräver att kyrkans HBTQ-medlemmar lever i celibat. Sedan 2015 har kyrkan uteslutit samkönade par och förhindrat deras barn att delta i kyrkans verksamhet.. I november 2019 bestämde kyrkan inte att sätta sig emot omvändelseterapiförbud i Utah. Mormoner anser dock fortfarande att de homosexuella kan använda bön som ett verktyg för att "navigera genom livets utmaningar" trots att det inte är möjligt att ändra sin sexuella läggning genom bön..
Muslimer i Indonesien använder exorcism-liknande ritual, ruqyah, för att bota de sjuka men också att ändra sexuell läggning genom att bli av med demoner som alstrar homosexualitet. Enligt människorättsorganisationer har antalet människor som har sökt sig till sådana exorcism ökat stadigt sedan 2016.

### Mänskliga rättigheter
År 2020, konstaterade FN:s oberoende expert på sexuell läggning och könsidentitet, Victor Madrigal-Borloz att omvändelseterapi är i sig diskriminerande och att behandlingen är omänsklig och förnedrande och kan utgöra tortyr. Madrigal-Borloz rekommenderade att omvändelseterapi skulle förbjudas i hela världen.
Myndigheten för ungdoms- och civilsamhällesfrågor (MUCF) fick uppdrag av den svenska regeringen att kartlägga och sammanställa kunskap om omvändelseterapi riktad speciellt mot unga HBTQ-personer. MUCF valde att använda ordet omvändelseförsök istället för omvändelseterapi och definierar begreppet som "försök att få någon att förändra, permanent dölja eller avstå från att leva i enlighet med sin sexuella läggning eller könsidentitet eller uttrycka kön på det sätt personen själv vill." Rapporten som publicerades den 1 mars 2022 visar att det är svårt att nå utsatta unga genom enkäter eller intervjustudier och att det inte är möjligt att uppskatta hur många unga blir utsatta för omvändelseförsök i Sverige. Rapporten visar dock att de ungas egna berättelser som utsatts för omvändelseförsök visar ett stort lidande. Fem procent av de unga HBTQ-personer som svarade på nationella ungdomsenkäten berättade att de någon gång blivit utsatta för omvändelseförsök. MUCF föreslår i rapporten att regeringen skulle utse en utredning om ett förbud mot omvändelseterapi av barn och vuxna.